# Куса (окръг, Алабама)
Окръг Куса (на английски: Coosa County) е окръг в щата Алабама, Съединени американски щати. Площта му е 1725 km², а населението – 10 387 души (1 април 2020). Административен център е град Рокфорд.